# گوتفرید مونتسنبرگ
 گوتفرید مونتسنبرگ (انگلیسی: Gottfried Münzenberg؛ زاده ۱۷ مارس ۱۹۴۰) یک فیزیک‌دان اهل آلمان است.